# Parr’s Ditch
Der Parr’s Ditch (auch Black Bull Ditch genannt) ist ein unterirdischer Wasserlauf im London Borough of Hammersmith and Fulham. Der Wasserlauf entsteht im Bereich Brook Green in Hammersmith, er kreuzt die Hammersmith Road und die Talgarth Road, er kreuzt dann die Fulham Road und neben den Riverside Studios nahe der Hammersmith Bridge in die Themse.
Der Wasserlauf soll künstlich angelegt worden sein und markiert die historische Grenze zwischen Hammersmith und Fulham. Der Wasserlauf wurde nach zunehmender Verschmutzung 1876 in einen unterirdischen Kanal verlegt. Seine Mündung in die Themse ist noch heute durch einen historischen Grenzstein in der Uferbefestigung gekennzeichnet und eine Warntafel weist auf die Einleitung eines Abwasserkanals hin.